# 凹叶景天
凹叶景天（学名：Sedum emarginatum）是景天科景天属的植物。分布于中国大陆的江苏、浙江、安徽、江西、陕西、湖南、云南、四川、甘肃、湖北等地，生长于海拔600米至1,800米的地区，多生长于山坡阴湿处，目前尚未由人工引种栽培。

## 别名
石板菜、九月寒、打不死（秦岭植物志） 石板还阳、石雀还阳、岩板菜（湖北植物志）